# Michel Guyard
Pour les articles homonymes, voir Guyard.
Michel Guyard, né le 19 juin 1936 à Paris et mort le 23 juillet 2021 à Vannes, est un évêque français, évêque du Havre de 2003 à 2011.

## Biographie

### Formation
Michel Guyard a suivi l'ensemble de sa formation en vue de la prêtrise au Séminaire Saint-Sulpice à Issy-les-Moulineaux.
Il a été ordonné prêtre le 25 juin 1965 pour l'archidiocèse de Paris.

### Principaux ministères
Il a tout d'abord exercé des ministères paroissiaux dans les paroisses parisiennes de Sainte-Odile et de Saint-François-de-Sales tout en étant aumônier diocésain du mouvement d'Action catholique des milieux indépendants (ACI).
Entre 1970 et 1984, il est directeur spirituel au séminaire des Carmes de l'Institut catholique de Paris, avant d'être nommé curé de la paroisse Saint-Jean-Baptiste de Grenelle, puis à partir de 1990 archiprêtre de la cathédrale de Notre-Dame de Paris.
Il assume ensuite la mission de vicaire général du diocèse de Paris de 1994 à 2003.
Nommé évêque du Havre le 9 juillet 2003 pour succéder à Michel Saudreau, il a été consacré le 12 octobre 2003 par l'archevêque de Paris, le cardinal Jean-Marie Lustiger.
Au sein de la Conférence des évêques de France, il a présidé le Comité pour la santé avant d'être membre du Conseil pour les questions familiales et sociales.
Il se retire pour raison d'âge le 24 juin 2011. Il décède le 23 juillet 2021 et est inhumé le 2 août suivant dans la chapelle du Saint-Nom-de-Marie de la cathédrale Notre-Dame du Havre.

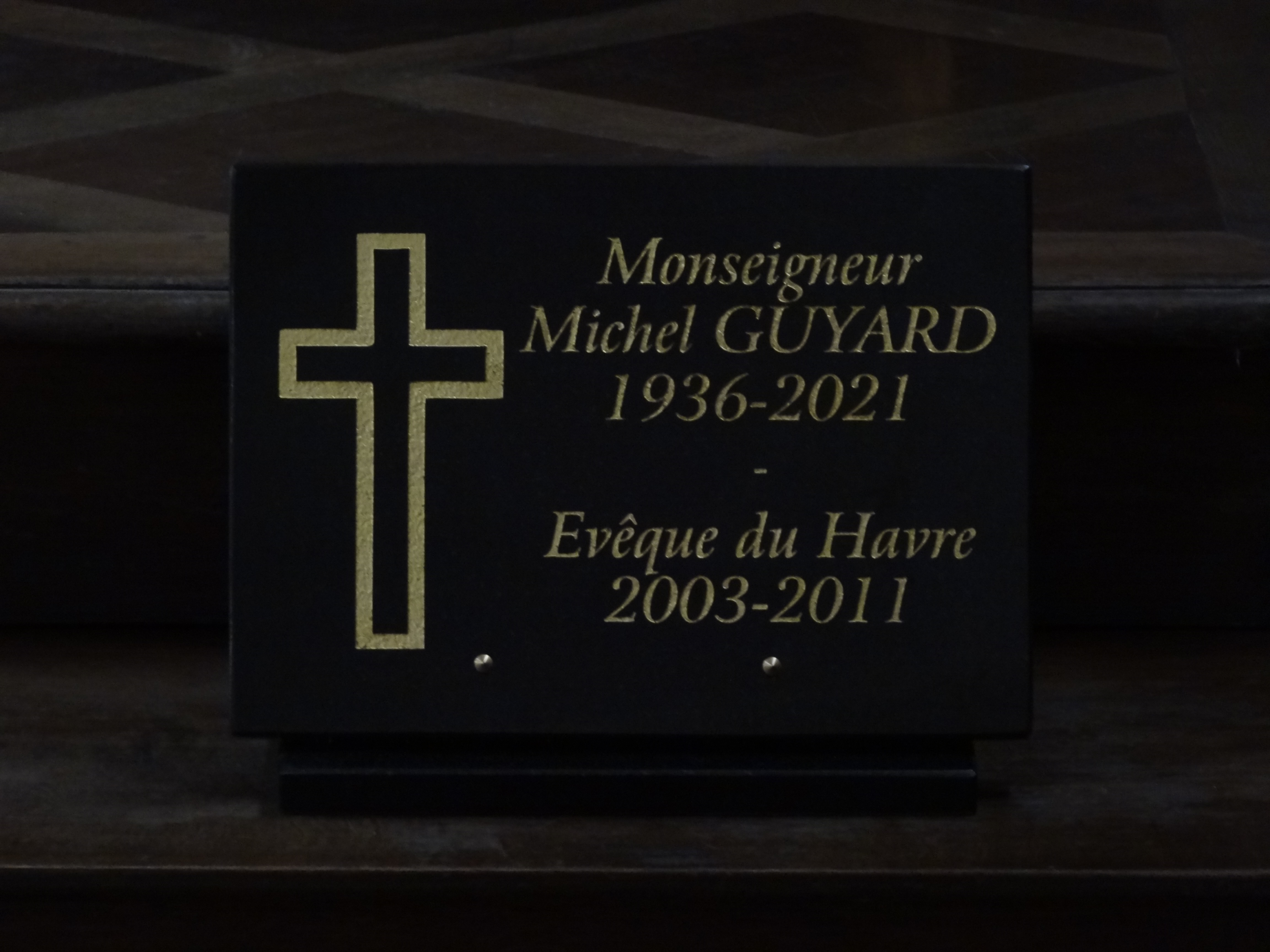
La tombe de Michel Guyard dans la cathédrale du Havre.

## Prise de positions

### À propos duTéléthon
En 2006, lors de la polémique à propos de l'emploi d'une partie des dons du téléthon pour la recherche sur l'embryon humain, il invite à une réflexion en profondeur : il est favorable à la recherche pour soigner les maladies, mais cela ne doit pas se faire à l'encontre de l'homme de demain que constitue l'embryon.

### À propos de l'ouverture des commerces le dimanche
En 2008, il corédige avec Jean-Charles Descubes et le psychanalyste Jacques Arènes un document intitulé "Le dimanche au risque de la vie actuelle". Ce texte plaide pour que le dimanche ne devienne pas un jour comme les autres. Il souligne le rôle social de ce jour particulier qui constitue une rupture dans le rythme de la semaine, permettant un espace de détente et de rencontre. C'est pourquoi les auteurs sont défavorables à l'extension de l'ouverture des commerces le dimanche, avec les pressions probables que cela induirait sur les salariés des entreprises concernées

## Accusation d'abus sexuels
En février 2022, une femme l'accuse d'agressions sexuelles subies alors qu'elle avait 5 ou 7 ans et que Michel Guyard était vicaire général du diocèse de Paris,.